# 481
481 (CDLXXXI na numeração romana) foi um ano comum do século V do Calendário Juliano, da Era de Cristo. a sua letra dominical foi D (53 semanas). Teve início a uma quinta-feira e terminou também a uma quinta-feira.
| Ano completo                        |
| ----------------------------------- |
| Ano comum com início à quinta-feira |

## Eventos
Clóvis I é sagrado rei do Francorum Regnum em 481, dando início à dinastia merovíngia dos francos.
- 1 de fevereiro — Hunerico, rei dos vândalos e alanos, organiza uma conferência entre bispos católicos e arianos em Cartago.